# Michal Hubínek
Michal Hubínek (* 10. listopadu 1994 Třebíč) je český profesionální fotbalista, který hraje na pozici defensivního záložníka za český klub SK Dynamo České Budějovice. Je také bývalým českým mládežnickým reprezentantem.

## Klubová kariéra

### Bohemians 1905
Premiéru v nejvyšší české lize absolvoval v dresu Bohemians 1905 23. května 2015 proti hostující Viktorii Plzeň, když v poslední minutě nahradil střídajícího Matúše Mikuše. Od sezony 2015/2016 se začal častěji prosazovat do základní sestavy. V 10. kole v domácím utkání s Brnem vstřelil svůj první ligový gól, kterým v 78. minutě vyrovnával na konečných 1:1. Po zbytek sezóny se stal stabilním hráčem základní sestavy.
Na jaře roku 2017 po příchodu trenéra Martina Haška vypadl ze sestavy a do zápasů se dostával pouze jako střídající hráč. Během letní pauzy projevil zájem o odchod z klubu, který ho vyřadil z kádru "A" mužstva.

### FK Mladá Boleslav
Na začátku září 2017 přestoupil do mužstva FK Mladá Boleslav, kde podepsal čtyřletou smlouvu.
Bruk-Bet Termalica Nieciecza KS
V říjnu 2020 odešel na hostování do polského týmu Bruk-Bet Termalica Nieciecza. Toto hostování se v létě 2021 změnilo v trvalý přestup.
SK Dynamo České Budějovice
V srpnu 2023 přestoupil jako volný hráč do SK Dynamo České Budějovice.

## Reprezentační kariéra
Hubínek nastupoval v letech 2016–2017 v českém reprezentačním týmu do 21 let, debutoval 25. 3. 2016 proti Lotyšsku (výhra 2:1).
Trenér Vítězslav Lavička jej v červnu 2017 vzal na Mistrovství Evropy hráčů do 21 let v Polsku, kde český tým obsadil se třemi body 4. místo v základní skupině C.